# 赵黡
赵黡（？—？），姓不详，赵氏，名黡，一名兼，谥懿，卫国卿大夫。
前533年春季，鲁国的叔弓、宋国的华亥、郑国的子太叔和赵黡在陈国会见楚灵王。

## 子孙
- 子：赵举，赵昭子
  - 孙：赵阳[1]